# Scambus scotti
Scambus scotti är en stekelart som beskrevs av Ian D. Gauld 1991. Scambus scotti ingår i släktet Scambus och familjen brokparasitsteklar. Inga underarter finns listade i Catalogue of Life.